# 舉手行動
舉手行動是盟軍於二戰期間策劃奪取布列塔尼南部基伯龍灣地區的計劃。該行動意圖達成兩個目的。首先是作為「貞節行動」的一部分，在該地區開發深水港以運補諾曼地的盟軍，配合預計中的突圍行動。其次要成為接運美軍增援部隊的發起線，以支援盟軍的突圍行動，從而進一步包抄德軍第7軍團。
這波快攻還需要英國陸軍第1空降師配合以空降拿下貝勒島上的德軍砲位。
本行動連同「貞節行動」最終都未能實施，原因未可一概而論。由於未能有效摧毀布列斯特等地的德軍據點，航運為此蒙受風險；出乎意料地迅速打破僵局直扺法國北部，又轉移了美軍對布列塔尼半島的注意力；而英倫海峽沿岸港口被當成主要運補路線。此外，6月19日至22日的大風暴嚴重毀壞了諾曼地附近的盟軍臨時港口桑葚港，又加劇了對基伯龍灣關於類似風險的考量。

## 外部連結
- Norman R. Denny.  (PDF) (Master Of Military Art And Science论文). Faculty of the U.S. Army Command and General Staff College. 2003  [2008-09-08]. （原始内容 (PDF)存档于February 25, 2012）.